# Gannay-sur-Loire
Gannay-sur-Loire – miejscowość i gmina we Francji, w regionie Owernia-Rodan-Alpy, w departamencie Allier.

## Demografia
Według danych na rok 1990 gminę zamieszkiwało 491 osób, a gęstość zaludnienia wynosiła 15 osób/km². W styczniu 2015 r. Gannay-sur-Loire zamieszkiwało 416 osób, przy gęstości zaludnienia wynoszącej 12,7 osób/km².